# Rio Beça
O Beça ou Bessa é um rio português que nasce na Serra do Barroso, perto de Sarraquinhos no município de Montalegre. No seu percurso de cerca de 45 quilómetros, passa por Cervos, Beça, Vilar e Canedo indo desaguar na margem direita do Rio Tâmega perto de Ribeira de Pena.

## Afluentes
- Ribeiro de Candedo
- Rio Covas
- Ribeira de Carvalhelhos
- Ribeira das Insuas